# Orxan Səfərov
Orxan Səfərov (in azero Orxan Səfərov; 10 agosto 1991) è un judoka azero.
Nel 2016 ha partecipato ai Giochi della XXXI Olimpiade.

## Palmarès
- Mondiali

Rio de Janeiro 2013: bronzo nei 60 kg.
Budapest 2017: argento nei 60 kg.
- Europei

Kazan' 2016: argento nei 60 kg.
Varsavia 2017: bronzo nei 60 kg.
Praga 2020: oro nei 60 kg.
- Giochi europei

Baku 2015: argento nei 60 kg.
- Giochi della solidarietà islamica

Baku 2017: oro nei  60 kg e nella gara a squadre.
- Campionati europei under 23

Praga 2012: bronzo nei 60 kg.

### Vittorie nel circuito IJF
| Data            | Località    | Paese               | Categoria     |
| --------------- | ----------- | ------------------- | ------------- |
| 21 marzo 2014   | Tbilisi     | Georgia             | Gran Prix     |
| 9 marzo 2014    | Baku        | Azerbaigian         | Grand Slam    |
| 31 ottobre 2014 | Abu Dhabi   | Emirati Arabi Uniti | Grand Slam    |
| 27 maggio 2016  | Guadalajara | Messico             | World Masters |